# نرگیسان
نرگیسان، روستایی است از توابع بخش مرزن‌آباد شهرستان چالوس در استان مازندران ایران.

## جمعیت
این روستا در دهستان بیرون‌بشم قرار دارد و براساس سرشماری مرکز آمار ایران در سال ۱۳۸۵، جمعیت آن ۱۴ نفر (۵خانوار) بوده‌است. مردم نرگسیان از قومیت طبری هستند. مردم نرگسیان به زبان طبری با گویش چالوسی سخن می‌گویند.